# Acvilă țipătoare mică

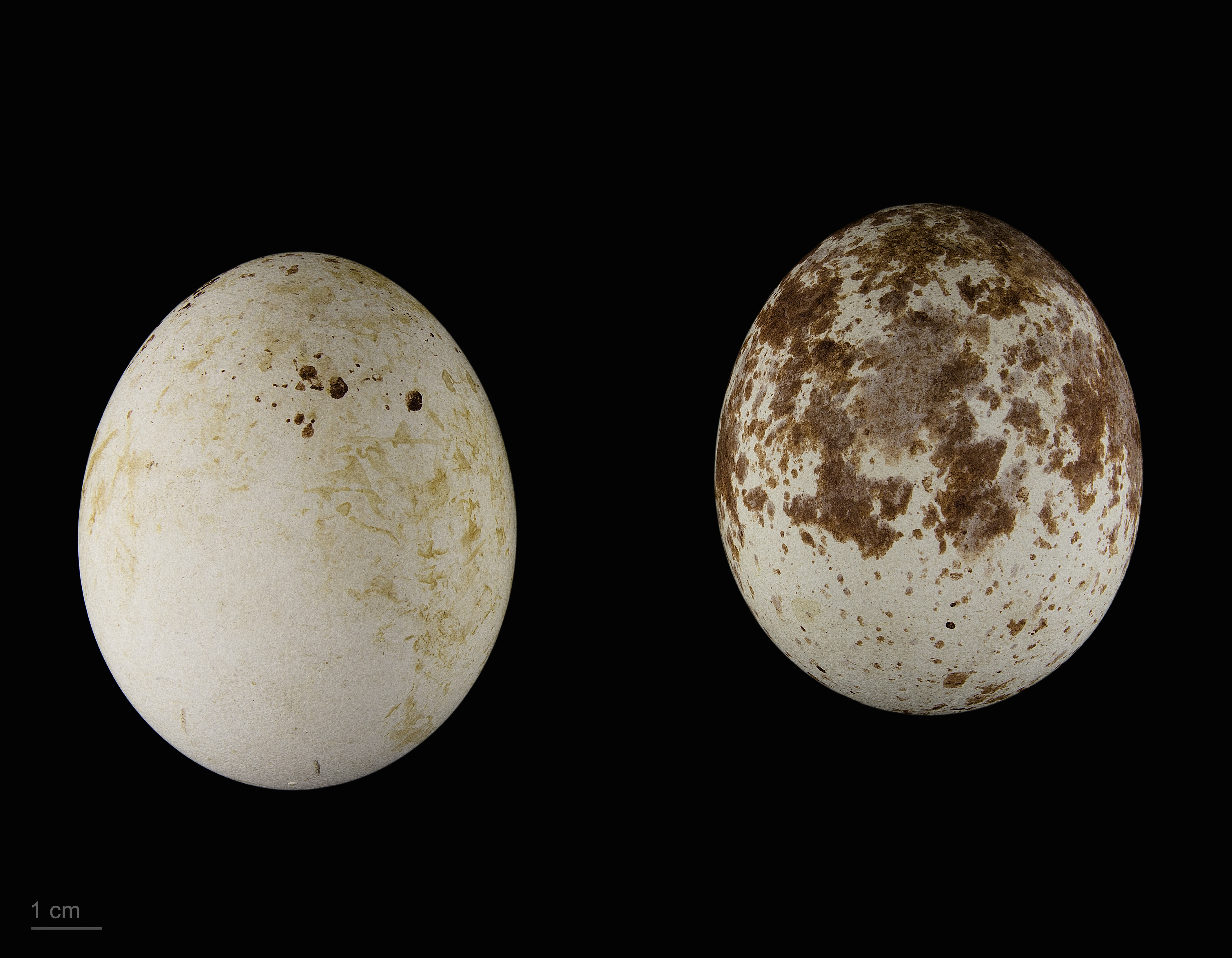
Clanga pomarina - MHNT

Acvila țipătoare mică (Clanga pomarina) este o pasăre de pradă de mărimea unei găi roșii (Milvus milvus)  mai mari, totodată fiind și cea mai comună specie de acvilă din România. Ca habitat preferă pădurile pentru cuibărit și pășunile/fânețele și terenurile agricole pentru hrănire.
Hrana sa este alcătuită din 67% rozătoare și alte mamifere mici (șoareci de câmp, iepuri, nevăstuici, etc.), 21% broaște și 12% păsări (nu mai mari decât un sturz), insecte (lăcuste, greieri) și reptile (șerpi și șopârle).
În România acvila țipătoare mică este prezentă în orice zonă cu excepția vârfurilor înalte.

## Legături externe
- en Lesser spotted eagle species text in The Atlas of Southern African Birds
- en BirdLife species factsheet for Aquila pomarina